# Responsorio

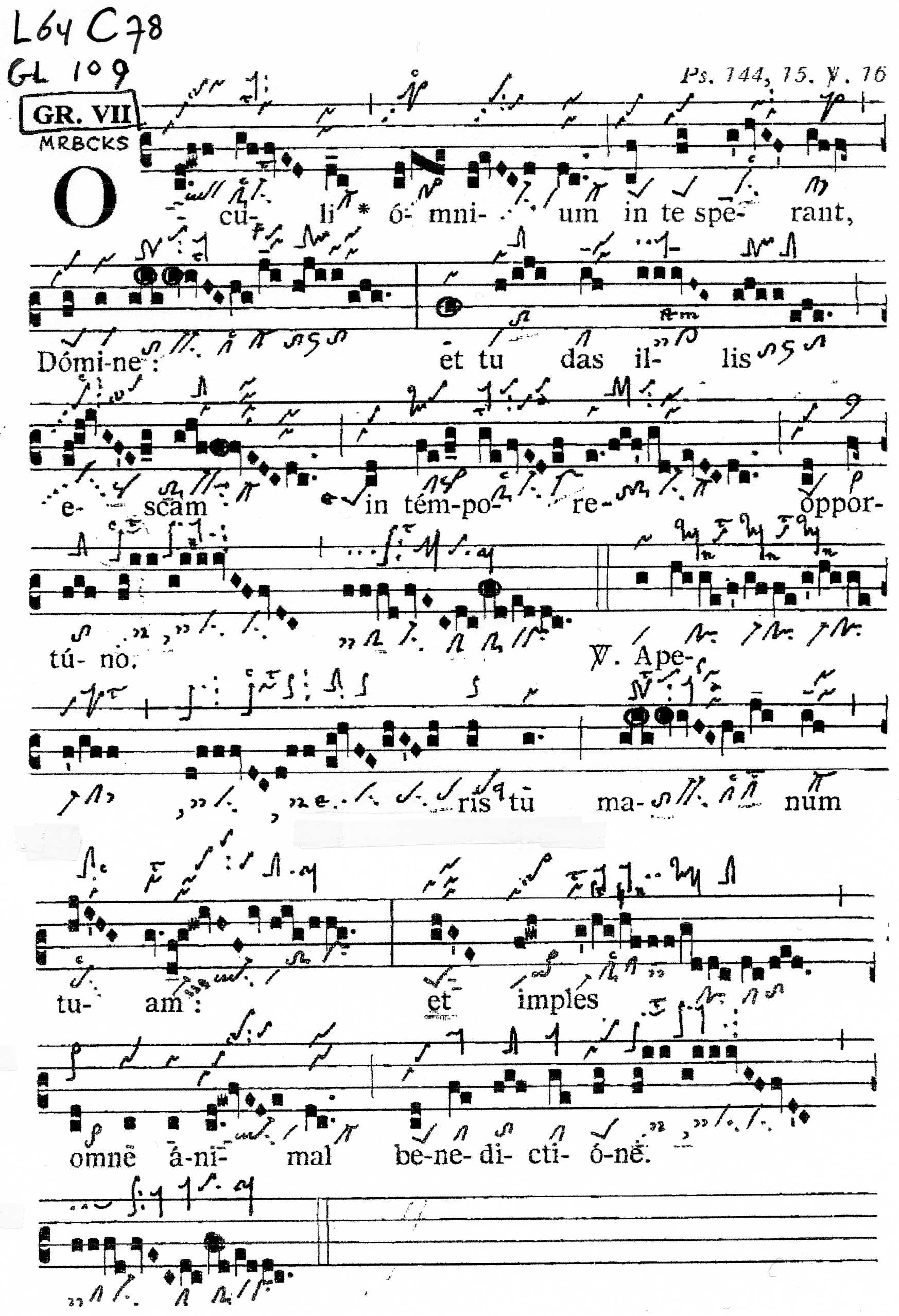
Un esempio di salmodia responsoriale gregoriana: il graduale Oculi dal Graduale triplex.

Il responsorio è il canto che segue la lettura nella liturgia delle ore della Chiesa cattolica.

Il nome di responsorio dato tradizionalmente a questo pezzo, testimonia la sua forma originale della salmodia responsoriale dove la schola cantava un salmo o un cantico e l'assemblea rispondeva cantando un'antifona dopo ogni versetto.
La sua forma evoluta, in uso anche oggi, non rispecchia pienamente la sua autenticità dei ruoli tra il solista ed il popolo, il numero dei versetti è stato notevolmente ridimensionato e si è aggiunta una dossologia finale (Gloria Patri et Filio et Spiritui Sancto).
Esistono due tipi di responsorio:
- il responsorium breve, molto corto nella sua forma attuale e dal carattere estremamente più semplice ed adatto all'ufficio quotidiano.
- responsorium prolixum, utilizzato nel notturno dopo ciascuna lezione. Si distingue dal responsorio breve per la sua prolissità, sia del testo che della melodia. Nel repertorio del canto gregoriano, si conoscono nove responsori prolissi dell'ufficio romano e dodici dell'ufficio monastico.

Nella Messa alcuni canti del proprio (il graduale, l'alleluja e l'offertorio) risentono di questa influenza musicale e sono composti in stile salmodico responsoriale.
I responsori sono trattati polifonicamente nel Rinascimento.
Fra gli autori di responsori, ricordiamo Marc'Antonio Ingegneri, Tomás Luis de Victoria, Alessandro Scarlatti.